# 鄭鼎 (元朝)
郑鼎（1215年—1277年），元朝泽州阳城（今山西省阳城县）人。 
郑鼎善骑射，读书晓大义，勇力过人。窝阔台时为泽州、潞州、辽州、沁州四州千户，1234年，跟随塔海绀卜攻南宋四川，攻二里散关，立有战功。又修复被宋兵烧绝栈道。乃马真后四年（1245年），转任阳城县军民长官。蒙哥时，从忽必烈征大理国，军还，赐名也可拔都。1259年从忽必烈攻打宋朝，攻大胜关，破台山寨，围攻鄂州（今湖北武汉）。元世祖中统元年（1260年），升平阳、太原两路万户，讨平阿兰答儿、浑都海之乱。后历任河东南北两路宣抚使、平阳太原宣慰使。至元三年（1266年）为平阳路总管，导汾水溉田，开通山道，修学校，醇厚风俗。至元十一年（1274年），再攻南宋。任淮西宣慰使，至元十四年，改湖北道宣慰使，改镇鄂州。五月，领兵镇压蕲、黄二州反元起事，战于樊口，船翻溺死。追封潞国公，谥忠肃。